# Béhagnies
Béhagnies település Franciaországban, Pas-de-Calais megyében. Lakosainak száma 121 fő (2022. január 1.). Béhagnies Ervillers, Mory, Sapignies, Biefvillers-lès-Bapaume, Bihucourt és Gomiécourt községekkel határos.

## Népesség
A település népességének változása:
| Lakosok száma | 112  | 114  | 122  | 126  | 128  | 130  | 134  | 127  | 121  |
|               | 2013 | 2015 | 2016 | 2017 | 2018 | 2019 | 2020 | 2021 | 2022 |